# Maidford
Maidford – wieś w Anglii, w hrabstwie Northamptonshire, w dystrykcie (unitary authority) West Northamptonshire. Leży 17 km na południowy zachód od miasta Northampton i 100 km na północny zachód od Londynu. W 2001 miejscowość liczyła 179 mieszkańców.